# Чортківський повіт (ЗУНР)
Чортківський повіт ЗУНР — історична адміністративно-територіальна одиниця у складі ЗУНР; пізніше — у складі Польщі та СРСР. Сучасний Чортківський район.
Адміністративний центр — місто Чортків, населення якого протягом деякого часу становило 6 000 мешканців.

## Географія
Територія у 1921 році становила 694 км². Населення — 69 020 (1921).
Повіт розташований на півдні воєводства. Межував із повітами Тернопільського воєводства: на півночі з Теребовлянським, на північному сході — зі Скалатським, на сході — Копичинецьким, на південному сході — Борщівським, на півдні — Заліщицьким, на заході — Бучацьким.
Рельєф здебільшого рівнинний. Великий каньйон, утворений річкою Серет, перетинав повіт з півночі на південь.

## Період ЗУНР
Повітовим комісаром і делегатом до УНРади був обраний адвокат д-р Остап (Євстахій) Юрчинський (УНДП), міським комісаром (бурмістром) — директор гімназії Никифор Даниш (УНДП).
Повіт входив до Тернопільської військової області ЗУНР.

## Під польською окупацією
У 1920 р. включений у склад новоутвореного Тернопільського воєводства Польщі. 1 лютого 1922 р. розпорядженням Ради Міністрів земські управи Борщівського і Гусятинського повітів ліквідовано і підпорядковано до Чортківського повіту.

### Адміністративний поділ

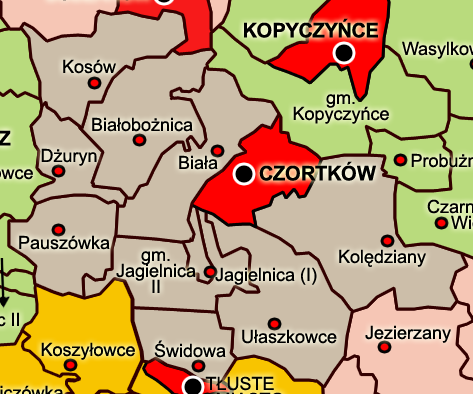
Чортківський повіт

15 червня 1934 р. до Чортківського повіту передані села Капустинці, Тарнавка і Звягель з Борщівського, село Скомороше — з Теребовлянського повіту і село Милівці — з Заліщицького та частина земель села Трибухівці Бучацького повіту площею 291,5499 га передана селу Слобідка Джуринська Чортківського повіту.
1 серпня 1934 р. здійснено об'єднання сільських гмін у великі сільські гміни — рівнозначні волостям.

#### Міста (Міські ґміни)
1. м. Чортків
2. містечко Ягільниця — понижено до сільської ґміни 01.08.1934

#### Сільські ґміни
Кількість:
- 1920—1934 рр. — 42
- 1934 р. — 47
- 1934—1939 рр. — 10

| Об'єднані сільські ґміни 1934 року | Об'єднані сільські ґміни 1934 року | Старі сільські ґміни | Кількість |
| ---------------------------------- | ---------------------------------- | --- | --------- |
| 1                                  | Ґміна Біла                         | Біла, Стара Ягільниця, Скородинці, Черкавщина                                                                                           | 4         |
| 2                                  | Ґміна Білобожниця                  | Білобожниця, Білий Потік, Бичківці, Калинівщина, Ридодуби, Семаківці                                                                    | 6         |
| 3                                  | Ґміна Джурин                       | Бартошівці, Джурин, Джуринська Слобідка, Полівці-Колонія                                                                                | 4         |
| 4                                  | Ґміна Колиндяни                    | Давидківці, Залісся, Звягель (з 15.06.1934), Колиндяни, Струсівка, Тарнавка (з 15.06.1934), Шманьківчики, Шманьківці, Швайківці, Угринь | 10        |
| 5                                  | Ґміна Косів                        | Звиняч, Косів, Ромашівка, Скомороше (з 15.06.1934)                                                                                      | 4         |
| 6                                  | Ґміна Паушівка                     | Базар, Криволука, Палашівка, Полівці | 4         |
| 7                                  | Ґміна Свидова                      | Антонів, Мухавка, Свидова | 3         |
| 8                                  | Ґміна Улашківці                    | Заболотівка, Капустинці (з 15.06.1934), Милівці (з 15.06.1934), Росохач, Сосулівка, Улашківці                                           | 6         |
| 9                                  | Ґміна Ягільниця I                  | Ягільниця | 1         |
| 10                                 | Ґміна Ягільниця II                 | Долина, Нагірянка, Сальнівка, Хом'яківка, Шульганівка                                                                                   | 5         |

* Виділено містечка, що були у складі сільських ґмін та не мали міських прав.

### Населення
За переписом населення 1931 року, в Чортківському повіті проживало 84 008 людей. Польський уряд подав спростовані сучасниками цифри визнання рідною мовою:
- українську — 40 866 осіб, що становило 48,6 %
- польську — 36 486 осіб, що становило 43,4 %
- Мову їдиш — 6 474 осіб, що становило 7,7 %
- певну іншу — 182 особи, тобто 0,2 %.

У 1939 році в повіті проживало 90 140 мешканців (54 035 українців-грекокатоликів — 59,95 %, 16 395 українців-латинників — 18,19 %, 10 095 поляків — 11,2 %, 1 205 польських колоністів міжвоєнного періоду — 0,28 %, 8 200 євреїв — 9,1 % і 210 німців та інших національностей — 0,23 %).